# Baltimora
Baltimora var ett italienskt italodiscoband som var aktivt från mitten till slutet av 1980-talet. Dansaren och sångaren Jimmy McShane från Nordirland var frontfigur. Maurizio Bassi spelade, sjöng och producerade låtarna, som mestadels skrevs av Bassi och Naimy Hackett, trots det skrev McShane texten till "Survivor In Love." Baltimora betraktas ofta som ett one-hit wonder, eftersom ingen av deras låtar kom lika nära att bli en internationell hit som deras första singel, "Tarzan Boy."

## Karriär
"Tarzan Boy" som släpptes sommaren 1985, var en enorm succé och debuterade på italienska topp 5-hitlistor och framfördes mycket i många andra europeiska länder, inklusive Tyskland, Schweiz, Storbritannien, Österrike, Sverige, Frankrike och Norge .
"Tarzan Boy" fick sin stora succé i Storbritannien där den nådde en tredjeplats i augusti 1985. Singeln fick liknande framgång i USA (där den släpptes av EMI), och fortsatte på Billboard Hot 100-hitlistan i sex månader där den till slut hamnade på trettonde plats under den tidiga våren 1986. Baltimora framförde på det amerikanska TV-programmet Solid Gold, som hjälpte de att nå ytterligare framgång i Amerika. Den andra singeln "Woody Boogie" fick också framgång och hamnade på topp 20 i Tyskland, Schweiz och Sverige.
Baltimoras första album, Living in the Background släpptes i Europa i slutet av 1985 och nådde USA är 1986. Trots den stora succén som Baltimora fick med singeln Tarzan Boy," hamnade albumet "Living in the Background" på topp 20 albumlistan i några länder i Europa och i Sveriges. 
Trots att albumet endast innehöll sex spår gjorde den enorma succén av "Tarzan Boy" att musikbolaget släppte tre singlar till. — "Living in the Background", "Woody Boogie" och "Chinese Restaurant".
Baltimora gjorde en comeback 1987 med ett andra album med åtta spår. Skivan fick namnet Survivor in Love, men singeln "Key Key Karimba" var det enda spåret som nådde topp 20 i något land.
Singeln "Tarzan Boy" studsade tillbaka på Billboard Hot 100-hitlistan i mars 1993 som en remix, och klättrade upp till femtioförsta plats. Då framfördes låten i en Listerine-reklam.  Sången framfördes även i Teenage Mutant Hero Turtles III (1993) och Beverly Hills Ninja (1997). Frontfiguren Jimmy McShane avled i AIDS 1995, 37 år gammal.
"Tarzan Boy" blev åter populär i början av 2005 på grund av dess upprepade användning på webbplatsen YTMND som en låt för att representera homosexualitet.

## Diskografi

### Album
- Living in the Background (1985) [#26 Italien]

1. Tarzan Boy
2. Pull The Wires
3. Living In The Background
4. Woody Boogie
5. Chinese Restaurant
6. Running For Your Love

- Survivor in Love (1987) (endast i Europa)

1. Key Key Karimba
2. Global Love
3. Jimmy's Guitar
4. Come On Strike
5. Set Me Free
6. Survivor In Love
7. Call Me In The Heart Of The Night
8. Eye To Eye

- Living in the Background (Nyutgåva på CD 2003)

1. Tarzan Boy
2. Pull The Wires
3. Living In The Background
4. Woody Boogie
5. Chinese Restaurant
6. Running For Your Love
7. Tarzan Boy (Summer Version)
8. Jukebox Boy
9. Up With Baltimora
10. Tarzan Boy (1993 Remix)
11. Jungle Life (Dub)
12. Tarzan Boy (Extended Remix)

### Singlar
Placering i England=UK 
- 1985 "Tarzan Boy" [#3 UK, #13 USA, #3 Tyskland, #5 Italien, #4 Schweiz, #1 Nederländerna, #1 Sverige, #2 Österrike]
- 1985 "Living in the Background" [#87 USA]
- 1985 "Woody Boogie" [#15 Schweiz, #3 Sverige, #20 Tyskland, #13 Italien]
- 1985 "Chinese Restaurant"
- 1985 "Juke Box Boy" [#9 Italien]
- 1987 "Key Key Karimba" [#40 Italien]
- 1987 "Survivor in Love"
- 1987 "Global Love" (feat Linda Wesley) - 12"-singel
- 1987 "Call Me in the Heart of the Night" - 12"-singel

### Musikvideor
- Tarzan Boy
- Woody Boogie
- Key Key Karimba
- Juke Box Boy